# Тенорио, Артуро Гарсия
Артуро Гарсия Тенорио (исп. Arturo García Tenorio; 7 октября 1954, Мехико — 14 ноября 2024) — мексиканский актёр, режиссёр и оператор.

## Биография
Родился 7 октября 1954 года в Мехико. В кинематографе дебютировал в 1979 году. Сыграл бандита Агустино Кампоса в сериале «Дикая Роза», Рафаэля в сериала «Шалунья» и Леонардо «Да Винчи» Монтеса в сериале «Мачеха».
В 1998 году дебютировал как режиссёр.
Скончался 14 ноября 2024 года в Мехико от удушья, вызванного хронической обструктивной болезнью лёгких.

## Фильмография

### В качестве актёра

#### Теленовеллы телекомпанииTelevisa
- 1981 — Дом, который я ограбила — Саломон
- 1987-88 — Дикая Роза — Агустино Кампос
- 1989 — Карусель — Рамон Палильо
- 1990 — Сила любви — Рамон
- 1992 — Мария Мерседес — Рогасиано эль Латас
- 1993 — Валентина — Арнульфо Чапарра
- 1996 — Ничьи дети — Роберто
- 1997 — Шалунья — Рафаэль
- 2000-01 — Первая любовь — Индалесио Кано
- 2001 — Первая любовь... три года спустя — Индалесио Кано (дополнение к сериалу)
- 2002-03 — Класс 406 — Родольфо Лондоньо
- 2002-03 — Да здравствуют дети — Бутчер
- 2005-07 — Мачеха — Леонардо Монтес «ДаВинчи» (дубл. Владислав Ковальков
- 2007-08 — Я люблю Хуана Керендон
- 2007 — Остаться в живых — Вариоус Чарастерс
- 2009-10 — Дикое сердце — Сантос
- 2011 — Как говорится — Данило

#### Теленовеллы свыше 2-х сезонов
- 1985—2007 — Женщина, случаи из реальной жизни (всего 22 сезона; 3 сезона, 2002)

#### Мексиканские фильмы
- 1979 — Кровавая Марлене
- 1984 — Charrito
- 1988 — Ночь зверя — Альфредо
- 1991 — Кандидо Перес, специалист по женщинам
- 1991 — Нападение — Агустино
- 1992 — Пекари
- 1994 — В инвалидной коляске-3
- 1994 — Удача в жизни, или Лотерея-3
- 1995 — Механическая Мексика
- 2013 — Семь лет в браке — Серхио

### В качестве режиссёра
- 1998 — Богиня любви
- 2004 — Малышка Эми
- 2006-07 — Любовь без границы
- 2009 — Наркоманы

#### В качестве режиссёра и оператора
- 2001 — Мария Белен
- 2003 — Немного блошек

#### В качестве режиссёра и актёра
- 1999 — Мальчик, пришедший с моря